# Precinct de Cairo
Le precinct de Cairo est un precinct électoral du comté d'Alexander dans l'Illinois, aux États-Unis. En 2010, ce precinct comptait une population de 2 831 habitants.

## Source de la traduction
- (es) Cet article est partiellement ou en totalité issu de l’article de Wikipédia en espagnol intitulé « Distrito electoral de Cairo (condado de Alexander, Illinois) » (voir la liste des auteurs).